# ピエトラ・マラッツィ
ピエトラ・マラッツィ（伊: Pietra Marazzi）は、イタリア共和国ピエモンテ州アレッサンドリア県にある、人口約900人の基礎自治体（コムーネ）。

## 地理

### 位置・広がり
| 隣接するコムーネは以下の通り。 - アレッサンドリア - モンテカステッロ - ペチェット・ディ・ヴァレンツァ |

### 地震分類

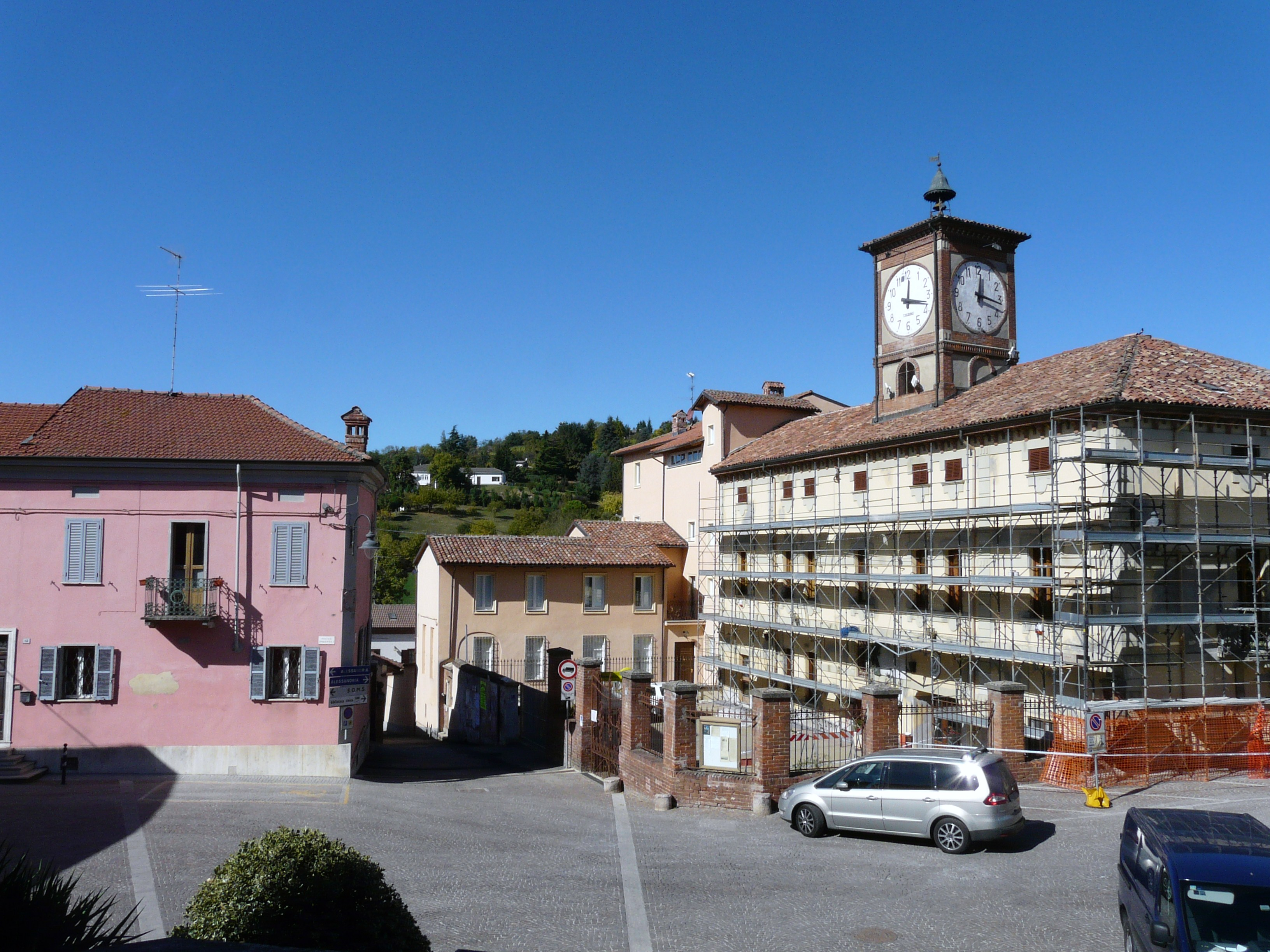

イタリアの地震リスク階級 (it) では、3 に分類される
。